# Digital Jesters
Digital Jesters était un éditeur britannique de jeux vidéo, basé à Welwyn Garden City, Hertfordshire. La société est fondée en septembre 2003 par des vétérans de cdv Software Entertainment UK (lorsque la filiale britannique est fermée par CDV), et leurs premières publications au Royaume-Uni sont TrackMania et Virtual Skipper 3, toutes deux de Nadeo.
Au départ, l'entreprise se concentre uniquement sur le marché britannique, mais publie des jeux dans d'autres régions. Parmi les titres notables figurent TrackMania Sunrise (Royaume-Uni et Scandinavie), Freedom Force vs. The 3rd Reich (Royaume-Uni et Scandinavie), la série Pro Rugby Manager (Royaume-Uni) et Chaos League (Royaume-Uni),.
Malgré un investissement très médiatisé, le 22 décembre 2005, une ordonnance de liquidation est rendue contre la société dans le registre du district de Birmingham de la Haute Cour de justice du Royaume-Uni sur la requête de Kaoscontrol Limited,
,. À cette période, l'entreprise est accusée de ne plus payer les développeurs avec lesquels elle travaille,. Certains d'entre-eux résilient alors des contrats avec l'éditeur,.
Le dernier jeu publié par Digital Jesters est Crazy Frog Racer en novembre 2005.

## Liste de jeux
- Trackmania (2003)
- Pro Rugby Manager 2004 (2004)
- Beyond Divinity (2004)
- Chaos League (2004)
- D-Day (2004)
- Sherlock Holmes : La Boucle d'argent (2004)
- The Moment of Silence (2004)
- Pro Rugby Manager 2 (2005)
- Freedom Force vs. The 3rd Reich (2005)
- 1944 : Campagne des Ardennes (2005)
- TrackMania Sunrise (2005)
- Chaos League: Sudden Death (2005)
- Bet on Soldier: Blood Sport (2005)
- Rebel Raiders: Operation Nighthawk (2005)
- 7 Sins (2005)
- Crazy Frog Racer (2005)
- Crazy Frog Racer 2 (2006)